# Associazione Calcio Femminile Torino 2007-2008
Questa voce raccoglie le informazioni riguardanti l'Associazione Calcio Femminile Torino nelle competizioni ufficiali della stagione 2007-2008.

## Stagione
La stagione del Torino, alla sua 22ª partecipazione al campionato di Serie A, vede un direttivo completamente rinnovato con Roberto Salerno che succede a Cosimo Bersano alla presidenza della società e con quest'ultimo che assume l'incarico di consigliere. Nulla invece muta nello staff tecnico, con la squadra nuovamente affidata alla direzione di Giancarlo Padovan.

## Organigramma societario
Tratto dal sito Football.it.
Area amministrativa
- Presidente: Roberto Salerno
- Consigliere: Cosimo Bersano
- Direttore Sportivo: Massimo Menighetti
- Segretario Generale: Giuseppe Lonero

Area tecnica
- Allenatore: Giancarlo Padovan
- Allenatore in seconda: Carmelo Roselli
- Collaboratore Tecnico: Roberto Sfriso
- Allenatore dei portieri: Gianni Colombo
- Preparatore atletico: Massimiliano Centola
- Allenatore primavera: Roberto Panigari

## Rosa
Rosa e ruoli tratti dal sito Football.it.
| N. |                   | Ruolo | Calciatrice            |
| -- | ----------------- | ----- | ---------------------- |
|    | Italia (bandiera) | P     | Rita Carmela Caravilla |
|    | Italia (bandiera) | P     | Chiara Serafino        |
|    | Italia (bandiera) | P     | Cristina Turano        |
|    | Italia (bandiera) | D     | Manuela Bosi           |
|    | Italia (bandiera) | D     | Cristina Cassanelli    |
|    | Italia (bandiera) | D     | Francesca Coluccio     |
|    | Italia (bandiera) | D     | Cristina Gangheri      |
|    | Italia (bandiera) | D     | Elisabetta Parodi      |
|    | Italia (bandiera) | D     | Daniela Tavalazzi      |
|    | Italia (bandiera) | C     | Grazia Cancelliere     |

| N. |                   | Ruolo | Calciatrice         |
| -- | ----------------- | ----- | ------------------- |
|    | Italia (bandiera) | C     | Marta Carissimi     |
|    | Italia (bandiera) | C     | Alessia D'Ancona    |
|    | Italia (bandiera) | C     | Serena Giuliano     |
|    | Italia (bandiera) | C     | Silvia Pisano       |
|    | Italia (bandiera) | C     | Tatiana Zorri       |
|    | Italia (bandiera) | A     | Barbara Bonansea    |
|    | Italia (bandiera) | A     | Maura Bruno         |
|    | Italia (bandiera) | A     | Pamela Gueli        |
|    | Italia (bandiera) | A     | Maria Ilaria Pasqui |
|    | Italia (bandiera) | A     | Simona Sodini       |

## Calciomercato

### Sessione estiva
| Acquisti | Acquisti            | Acquisti          | Acquisti   |
| R.       | Nome                | da                | Modalità   |
| -------- | ------------------- | ----------------- | ---------- |
| D        | Cristina Cassanelli | ACF Milan         | definitivo |
| D        | Elisabetta Parodi   | Entella           | definitivo |
| D        | Daniela Tavalazzi   | Reggiana          | definitivo |
| C        | Alessia D'Ancona    | Agliana           | svincolata |
| A        | Simona Sodini       | Atletico Oristano | definitivo |

| Cessioni | Cessioni                  | Cessioni                | Cessioni   |
| R.       | Nome                      | a                       | Modalità   |
| -------- | ------------------------- | ----------------------- | ---------- |
| D        | Chiara Cacciatori         | ???                     | definitivo |
| D        | Veronica Cantoro          | Doncaster Rovers Belles | definitivo |
| D        | Maria Rosaria Iannuzzelli | ACF Milan               | definitivo |
| D        | Raffaella Manieri         | Bardolino Verona        | definitivo |
| D        | Chiara Nicola             | ???                     | definitivo |
| C        | Grazia Cancelliere        |                         | ritirata   |
| C        | Núria Guardia Pulido      | Espanyol                | definitivo |
| C        | Elisa Miniati             | ACF Milan               | definitivo |
| A        | Silvia Fuselli            | Torres                  | definitivo |

## Risultati

### Serie A

#### Girone di andata
| Arbitro: | Marco Mainardi (Bergamo) |

|                                          |           |                 |
| Tavalazzi 27’ Pasqui 70’, 74’ Sodini 85’ | Marcatori | 9’, 23’ Mangili |

| Arbitro: | Marco Mainardi (Bergamo) |

|                             |           |           |
| De Vincenzo 42’ Bonetti 93’ | Marcatori | 1’ Sodini |

| Arbitro: | Mione (Parma) |

|           |           |               |
| Baldi 76’ | Marcatori | 69’ Carissimi |

| Arbitro: | Enrico Gioda (Nichelino) |

|                  |           |                           |
| Zorri 68’ (rig.) | Marcatori | 17’ Camporese 80’ Brumana |

| Arbitro: | Stefano Longo (Bergamo) |

|  |           |                                    |
|  | Marcatori | 65’ Zorri 74’ Carissimi 76’ Pasqui |

| Arbitro: | Andrea Tardino (Milano) |

|           |           |                            |
| Zorri 21’ | Marcatori | 60’ Conti 87’ Domenichetti |

| Arbitro: | Marco Dal Borgo (Verona) |

|  |           |                                 |
|  | Marcatori | 35’ Parodi 78’ Gueli 89’ Sodini |

| Arbitro: | Marco Novellino (Brescia) |

|            |           |                |
| Sodini 29’ | Marcatori | 77’ Gabbiadini |

| Arbitro: | De Rossi (Mestre) |

|  |           |                      |
|  | Marcatori | 75’ Zorri 78’ Pasqui |

| Arbitro: | Antonio Pinzone Vecchio (Genova) |

|                          |           |           |
| Carissimi 16’ Sodini 37’ | Marcatori | 6’ Donghi |

| Arbitro: | Tommaso Gosti (Perugia) |

|  |           |                                   |
|  | Marcatori | 5’ Gueli 44’ Pasqui 47’ Carissimi |

#### Girone di ritorno
| Arbitro: | Andrea Bianchi (Como) |

|  |           |                                                |
|  | Marcatori | 25’, 40’, 79’ Sodini 28’, 30’ Bruno 36’ Pasqui |

| Arbitro: | Marco Mainardi (Bergamo) |

|                      |           |           |
| Sodini 62’ Gueli 66’ | Marcatori | 6’ Tonani |

| Arbitro: | Roland Topulli (Milano) |

|                  |           |  |
| Zorri 71’ (rig.) | Marcatori |  |

| Arbitro: | Giovanni Baccini (Conegliano) |

|                              |           |            |
| Brumana 83’ (rig.) Turra 87’ | Marcatori | 38’ Sodini |

| Arbitro: | Matteo Dalla Valle (Albenga) |

|                 |           |  |
| Parodi 49’, 55’ | Marcatori |  |

| Arbitro: | Marco Addis (Olbia) |

|                       |           |  |
| Conti 12’ Fuselli 26’ | Marcatori |  |

| Arbitro: | Brigandi (Genova) |

|  |           |               |
|  | Marcatori | 32’ Bertolini |

| Arbitro: | Umberto Parimbelli (Bergamo) |

|                                            |           |  |
| Gabbiadini 4’, 37’ Tuttino 17’ Manieri 66’ | Marcatori |  |

| Arbitro: | Valerio La Torre (Legnano) |

|  |           |              |
|  | Marcatori | 26’ Degrassi |

| Arbitro: | Fabio Ghellere (Parma) |

|           |           |                |
| Greco 23’ | Marcatori | 28’ Cassanelli |

| Arbitro: | Nicolò Maria Pagliano (Milano) |

|                            |           |  |
| Zorri 9’ (rig.) Sodini 63’ | Marcatori |  |

### Coppa Italia

#### Primo turno
Girone G

#### Ottavi di finale
| Torino 8 (9) marzo 2008 Andata | Torino | 0 – 1 | Fiammamonza | Stadio Primo Nebiolo |

| Monza 26 (27) aprile 2008 Ritorno | Fiammamonza | 1 – 1 | Torino | Stadio Gino Alfonso Sada |

### Supercoppa
| Arbitro: | Alessandro Silvestri (Milano) |

|                |           |  |
| Boni 9’ (rig.) | Marcatori |  |

## Statistiche

### Statistiche di squadra
| Competizione        | Punti | In casa | In casa | In casa | In casa | In casa | In casa | In trasferta | In trasferta | In trasferta | In trasferta | In trasferta | In trasferta | Totale | Totale | Totale | Totale | Totale | Totale | DR   |
| Competizione        | Punti | G       | V       | N       | P       | Gf      | Gs      | G            | V            | N            | P            | Gf           | Gs           | G      | V      | N      | P      | Gf     | Gs     | DR   |
| ------------------- | ----- | ------- | ------- | ------- | ------- | ------- | ------- | ------------ | ------------ | ------------ | ------------ | ------------ | ------------ | ------ | ------ | ------ | ------ | ------ | ------ | ---- |
| Serie A             | 35    | 11      | 6       | 1       | 4       | 16      | 11      | 11           | 5            | 2            | 4            | 21           | 12           | 22     | 11     | 3      | 8      | 37     | 23     | +14  |
| Coppa Italia        | -     | -       | -       | -       | -       | -       | -       | -            | -            | -            | -            | -            | -            | 7      | 5      | 1      | 1      | 41     | 3      | +38  |
| Supercoppa italiana | -     | -       | -       | -       | -       | -       | -       | -            | -            | -            | -            | -            | -            | 1      | 0      | 0      | 1      | 1      | 2      | -1   |
| Totale              | -     | -       | -       | -       | -       | -       | -       | -            | -            | -            | -            | -            | -            | 30     | 16     | 4      | 10     | 79     | 28     | +651 |

### Statistiche delle giocatrici
| Giocatore       | Serie A  | Serie A | Serie A     | Serie A    | Coppa Italia | Coppa Italia | Coppa Italia | Coppa Italia | Supercoppa | Supercoppa | Supercoppa  | Supercoppa | Totale   | Totale | Totale      | Totale     |
| Giocatore       | Presenze | Reti    | Ammonizioni | Espulsioni | Presenze     | Reti         | Ammonizioni  | Espulsioni   | Presenze   | Reti       | Ammonizioni | Espulsioni | Presenze | Reti   | Ammonizioni | Espulsioni |
| --------------- | -------- | ------- | ----------- | ---------- | ------------ | ------------ | ------------ | ------------ | ---------- | ---------- | ----------- | ---------- | -------- | ------ | ----------- | ---------- |
| B. Bonansea     | 16       | 0       | 0           | 0          | ?            | ?            | ?            | ?            | 1          | 0          | 0           | 0          | 17+      | 0+     | 0+          | 0+         |
| M. Bosi         | 18       | 0       | 1           | 0          | ?            | ?            | ?            | ?            | 1          | 0          | 0           | 0          | 19+      | 0+     | 1+          | 0+         |
| M. Bruno        | 17       | 2       | 0           | 0          | ?            | ?            | ?            | ?            | 1          | 0          | 0           | 0          | 18+      | 2+     | 0+          | 0+         |
| G. Cancelliere  | 5        | 0       | 0           | 0          | ?            | ?            | ?            | ?            | -          | -          | -           | -          | 5+       | 0+     | 0+          | 0+         |
| R. C. Caravilla | 19       | -22     | 0           | 0          | ?            | ?            | ?            | ?            | 1          | -1         | 0           | 0          | 20+      | -23+   | 0+          | 0+         |
| M. Carissimi    | 16       | 4       | 2           | 0          | ?            | ?            | ?            | ?            | 1          | 0          | 0           | 0          | 17+      | 4+     | 2+          | 0+         |
| C. Cassanelli   | 20       | 1       | 6           | 0          | ?            | ?            | ?            | ?            | 1          | 0          | 0           | 0          | 21+      | 1+     | 6+          | 0+         |
| F. Coluccio     | 5        | 0       | 0           | 0          | ?            | ?            | ?            | ?            | 0          | 0          | 0           | 0          | 5+       | 0+     | 0+          | 0+         |
| A. D'Ancona     | 2        | 0       | 0           | 0          | ?            | ?            | ?            | ?            | 1          | 0          | 0           | 0          | 3+       | 0+     | 0+          | 0+         |
| C. Gangheri     | 20       | 0       | 3           | 0          | ?            | ?            | ?            | ?            | 1          | 0          | 0           | 0          | 21+      | 0+     | 3+          | 0+         |
| S. Giuliano     | 10       | 0       | 0           | 0          | ?            | ?            | ?            | ?            | 0          | 0          | 0           | 0          | 10+      | 0+     | 0+          | 0+         |
| P. Gueli        | 21       | 3       | 0           | 1          | ?            | ?            | ?            | ?            | 1          | 0          | 0           | 0          | 22+      | 3+     | 0+          | 1+         |
| E. Parodi       | 22       | 3       | 3           | 0          | ?            | ?            | ?            | ?            | 1          | 0          | 1           | 0          | 23+      | 3+     | 4+          | 0+         |
| M. I. Pasqui    | 21       | 6       | 3           | 0          | ?            | ?            | ?            | ?            | 1          | 0          | 1           | 0          | 22+      | 6+     | 4+          | 0+         |
| S. Pisano       | 19       | 0       | 0           | 0          | ?            | ?            | ?            | ?            | 0          | 0          | 0           | 0          | 19+      | 0+     | 0+          | 0+         |
| C. Serafino     | 2        | 0       | 0           | 0          | ?            | ?            | ?            | ?            | 0          | 0          | 0           | 0          | 2+       | 0+     | 0+          | 0+         |
| S. Sodini       | 22       | 11      | 1           | 0          | ?            | ?            | ?            | ?            | 1          | 0          | 0           | 0          | 23+      | 11+    | 1+          | 0+         |
| D. Tavalazzi    | 22       | 1       | 2           | 0          | ?            | ?            | ?            | ?            | 1          | 0          | 0           | 0          | 23+      | 1+     | 2+          | 0+         |
| C. Turano       | 2        | -1      | 0           | 0          | ?            | ?            | ?            | ?            | -          | -          | -           | -          | 2+       | -1+    | 0+          | 0+         |
| T. Zorri        | 21       | 6       | 0           | 0          | ?            | ?            | ?            | ?            | 1          | 0          | 0           | 0          | 22+      | 6+     | 0+          | 0+         |